# 11604 Novigrad
För andra betydelser, se Novigrad (olika betydelser).
11604 Novigrad eller 1995 UB1 är en asteroid i huvudbältet som upptäcktes den 14 februari 1995 av de båda kroatiska astronomerna Korado Korlević och Vanja Brcic vid Višnjan-observatoriet. Den är uppkallad efter den kroatiska staden Novigrad.
Den tillhör asteroidgruppen Eos.